# Jiro Tanaka
Jiro Tanaka (田中 次郎 Tanaka Jirō?,  nacido 19 de enero de 1917) es un ingeniero aeronáutico/automotriz japonés.

## Carrera
Se graduó en el Instituto Tecnológico de Tokio en marzo de 1939 y se unió a la Compañía Aeronáutica Tachikawa un mes después. En octubre del mismo año se enlistó en el Ejército Imperial Japonés, donde evaluaba motores para futuras aeronaves del ejército. En 1944, el ejército lo envió a su compañía original (Tachikawa) para completar el diseño del Tachikawa Ki-74, donde terminaría agregando una cabina presurizada.
Con el fin de la Segunda Guerra Mundial, Tanaka volvería a diseñar el Tachikawa Ki-77 y el Ki-74 para una revisión ante el Comandante Supremo de las Fuerzas Aliadas.
El 30 de junio de 1947 la Compañía de autos eléctricos Tokio se volvió independiente de Tachikawa. Tanaka se unió a la nueva compañía, que el 30 de noviembre de 1949 cambiaría su nombre a "Compañía de autos eléctricos Tama".
Cuando la Guerra de Corea estalló, el precio de la batería aumentó significativamente, mientras que el precio de la gasolina cayó. La compañía empezó a producir autos propulsados por gasolina. Al ser fabricantes de aviones, tuvieron que comprar motores de automóviles de terceros. Comenzaron a comprar motores a Fuji Heavy Industries (uno de los sucesores de la recientemente separada Compañía Aeronáutica Nakajima). Ante este cambio de industria, la compañía volvió a cambiar su nombre, esta vez por "Compañía Automotriz Tama", el 26 de noviembre de 1951. Un nuevo sedán fue lanzado en 1952 y fue nombrado "Prince", por esto, la compañía volvería a cambiar nombre por última vez a "Prince Motor Company", el 27 de noviembre de 1952. Tanaka, como Gerente del Departamento de Diseño, supervisó el desarrollo de todos los vehículos de Prince, como el Nissan Skyline, Gloria y otros, bajo la supervisión de su jefe Ryoichi Nakagawa.
Tras la fusión de Prince con Nissan en agosto de 1966, Tanaka  fue ascendido a Director Ejecutivo de Nissan (al igual que su jefe, Nakagawa).
Se retiró de Nissan en 1983 y fue nombrado vicepresidente de Nissan Diesel. Abandonaría ese puesto en 1985 para convertirse en un asistente de la empresa.
Fue incluido en el Salón de la Fama del Automóvil de Japón en 2008 junto a Yutaka Katayama.

## Galería

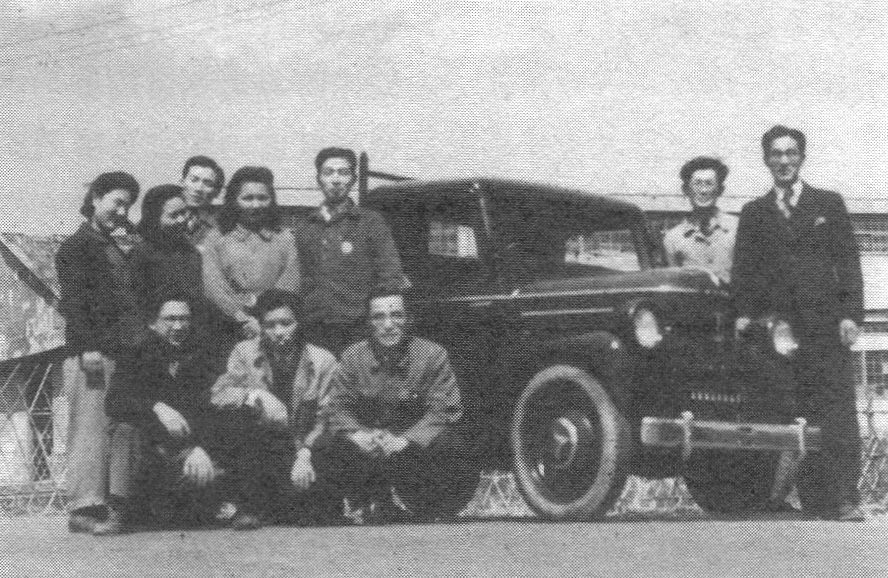
Tanaka (en cuclillas a la derecha), y todos los empleados del departamento de diseño de Compañía de autos eléctricos Tokio con su primer camión eléctrico Tama EOT-47 en 1947.
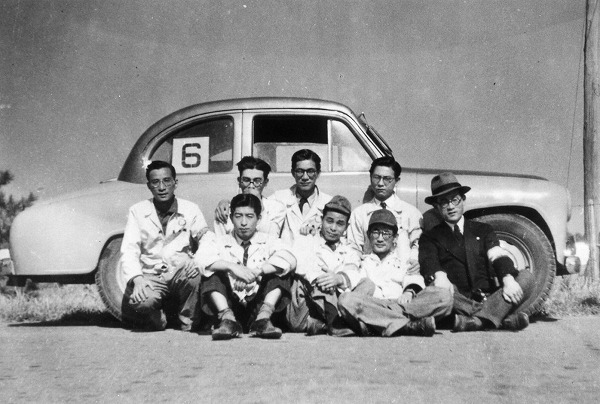
Tanaka (izquierda) frente al vehículo eléctrico Tama Senior EMS-48 en el 2º Concurso de Desempeño de Vehículos Eléctricos en Odawara celebrado por el Ministerio de Comercio e Industria el 17 de octubre de 1948.
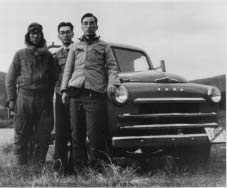
Tanaka (derecha) y sus colegas de Tama probando el prototipo de su primer vehículo a motor de gasolina Tama (Prince) Truck AFTF en Hakone, a fines de 1951 o principios de 1952.